# بابی چارلز
بابی چارلز (انگلیسی: Bobby Charles؛ ۲۱ فوریهٔ ۱۹۳۸ – ۱۴ ژانویهٔ ۲۰۱۰) یک موسیقی‌دان اهل ایالات متحده آمریکا بود.